# Memento
Memento là một phim điện ảnh kinh dị tâm lý của Hoa Kỳ. Phim sản xuất năm 2000 với phần kịch bản và đạo diễn thực hiện bởi Christopher Nolan, chuyển thể từ truyện ngắn của em trai ông là "Memento Mori".
Phim có cốt truyện được kể theo hai hướng: một câu chuyện trắng và đen chiếu bình thường và một câu chuyện màu chiếu theo lối "giật ngược" từng đoạn theo ngược chiều thời gian. Hai câu chuyện "đụng nhau" tại cuối phim tạo ra một câu chuyện thống nhất. Phim có sự tham gia của các diễn viên Guy Pearce vai Leonard Shelby, một bệnh nhân bị mất trí nhớ ngắn hạn và không thể nhớ thêm các sự kiện mới xảy ra trong đời. Sử dụng Giấy ghi chú, hình xăm và ảnh chụp lấy liền để lưu lại các sự kiện để giúp anh tiếp tục sống khi đã quên chúng. Trong đoạn mở đầu phim, thực chất là kết thúc của cốt truyện, Leonard giết Teddy (Joe Pantoliano) để trả thù cho cái chết của vợ Leonard (Jorja Fox) dựa trên lời chỉ dẫn của Natalie (Carrie-Anne Moss).
Memento phát hành 5/9/2000, tại Venice International Film Festival và được nhiều lời khen ngợi từ giới phê bình. Phim tiếp tục được ca ngợi khi phát hành tại châu Âu tháng 10/2000. Giới phê bình đặc biệt khen ngợi cách kể chuyện "giật lùi từng đoạn" độc đáo của phim cũng như cách bố trí những đoạn hồi ức, nhận thức, đau buồn, tự lừa dối, và sự trả thù. Bộ phim đã thành công về doanh thu phòng vé và nhận được nhiều giải thưởng, bao gồm cả đề cử giải Oscar cho kịch bản gốc và biên tập phim. Bộ phim sau đó được mệnh danh là một trong những bộ phim hay nhất của thập niên những năm 2000 bởi nhiều phương tiện truyền thông.

## Diễn viên
- Guy Pearce vai Leonard Shelby
- Carrie-Anne Moss vai Natalie
- Joe Pantoliano vai Teddy (John Edward Gammell)
- Mark Boone Junior vai Burt
- Russ Fega vai bồi bàn
- Jorja Fox vai vợ Leonard
- Stephen Tobolowsky vai Sammy (Samuel R. Jankis)
- Harriet Sansom Harris vai Mrs. Jankis
- Thomas Lennon vai bác sĩ
- Callum Keith Rennie vai Dodd
- Kimberly Campbell vai Blonde
- Marianne Muellerleile vai nghệ nhân xăm hình
- Larry Holden vai Jimmy (James F. Grantz)

Đồ thị thể hiện trình tự thời gian kể chuyện trong Memento: màu đỏ là câu chuyện màu giật ngược, màu xanh là câu chuyện trắng đen chạy xuôi, hai câu chuyện bị phân mảnh và lồng ghép đan xen liên tục

Bộ phim được chia làm hai phần : một là phần phim có màu, được chiếu theo kiểu tua ngược trình tự thời gian; hai là phần phim đen trắng, được chiếu theo đúng trình tự.
Mỗi phần được chia thành các mẩu nhỏ, được chiếu theo kiểu đan xen vào nhau và cuối cùng hai phần sẽ gặp tại một thời điểm. Kết thúc của phần phim đen trắng chính là mở đầu của phần phim màu.
Phần phim đen trắng bắt đầu bằng hình ảnh Leonard giải thích hoàn cảnh của mình cho một người qua điện thoại tại một căn phòng trong khách sạn, Leo còn kể về Sammy Jankis – một người cũng bị chứng mất trí nhớ ngắn hạn, đang bị cơ quan bảo hiểm điều tra vì nghi vấn dối trá về căn bệnh của mình để nhận tiền bảo hiểm. Căn bệnh của ông ta được xác định là giả mạo tuy nhiên sự thật không phải như vậy.
Vợ của Sammy vì không tin rằng chồng mình không bị bệnh, bà đã từng tìm đến Leonard để hỏi ý kiến về vấn đề của chồng mình, trong lúc quẫn trí bà đã thử ông ta bằng cách dụ ông tiêm Insulin cho mình bởi loại thuốc này nếu tiêm quá nhiều lần trong thời gian ngắn sẽ dẫn đến tử vong.
Vậy là Sammy cứ liên tục tiêm cho vợ mình, ông ta không hề nhớ rằng mình đã làm việc này chỉ mới hơn 1 phút trước. Kết quả là bà vợ qua đời còn Sammy thì vào viện tâm thần.
Sau khi Leo kết thúc cuộc trò chuyện và ra ngoài để gặp người vừa nói chuyện với mình, đến lúc này thì chúng ta mới biết đó chính là Teddy. Cả hai cùng vây bắt một tên buôn ma túy có tên Jimmy Grants, kẻ được Leo cho là John G.
Phần phim có màu mở đầu bằng việc Leonard chụp lại tấm ảnh cái xác của Teddy sau khi kết liễu hắn bằng một phát đạn vào đầu. Đây là phần mở đầu của bộ phim nhưng chính là sự kết thúc của toàn bộ câu chuyện.
Tiếp theo giật lùi lại cảnh Leo ở trong khách sạn và đi tới hiện trường cùng với Teddy tìm thấy tấm ảnh chứng tỏ Teddy là kẻ đã giết vợ anh. Trước đó Leo đã nhận được một tập tài liệu về chứa thông tin John G – kẻ được cho là đã giết vợ anh từ Natalie. Natalie làm điều này vì trước đó Leo đã giúp tống khứ Dodd – tình nhân của cô ta khỏi thị trấn.
Cô ta là người phụ nữ mà Leo gặp ở một quán bar, xuất phát từ dòng chữ trên một miếng lót đặt đồ uống mà anh vô tình tìm thấy trong túi áo – chiếc áo của Jimmy Grants. Trong khoảng thời gian giao du với Natalie, Leonard từng được Teddy cảnh báo rằng cô ta là loại không đáng tin, rằng cô ta chỉ đang lợi dụng anh để tư lợi nhưng Leo nhất quyết không nghe.
Cả hai câu truyện trên gặp nhau tại thời điểm Leo vừa giết Jimmy Grants, kẻ mà anh cho là John G. Sau khi giấu xác Jimmy xuống tầng hầm, Leo đi lên và hoàn toàn không nhớ điều gì vừa xảy ra, đó cũng là lúc Teddy đến. Sau đó Leo bất ngờ tấn công Teddy và hỏi anh ta về thân phận của cái xác kia. Đây cũng là thời điểm chân tướng của cả phim dần được hé mở.
Teddy bắt đầu kể cho Leo toàn bộ sự thật về anh ta, rằng Teddy đã dụ Jimmy Grants đến để Leo giết, để thỏa mãn cảm giác trả thù mặc dù kẻ đó không phải là John G bởi John G thật đã bị Leo giết 1 năm trước.
Ngoài ra, vợ Leo chưa hề chết sau vụ án đó, nhưng Leo thì bị mất trí nhớ ngắn hạn. Vợ Leo không tin chồng mình bị mất trí, cô trở nên buồn chán và tuyệt vọng, cô ta bị mắc chứng đái đường nên đã dụ chồng mình tiêm Insulin quá liều để chết đi.
Sự thật là Sammy Jankis không hề có vợ, người vợ đã chết trong câu chuyện của Sammy thực chất là hiện thân của vợ Leonard. Sammy Jankis chỉ đơn thuần là một kẻ dối trá để lấy tiền bảo hiểm.
Leo đã thêu dệt nên câu chuyện Sammy và vợ ông ta nhằm quên đi thực tại đau buồn rằng Leo đã giết vợ mình. Leo muốn coi đó là vấn đề của Sammy nhằm gán nó cho ông ta để chốt bỏ vấn đề của chính bản thân mình và tạo dựng một quá khứ trong sạch.
Leo rêu rao khắp nơi câu chuyện về Sammy, thậm chí còn xăm câu “Remember Sammy Jankis” lên chính bàn tay mình – vị trí dễ nhìn thấy nhất trên cơ thể để điều đó hằn sâu vào trí nhớ của anh.
Teddy cũng kể lại rằng anh ta là một mật vụ, được phân công vào vụ án của Leonard. Teddy nghĩ rằng Leo xứng đáng có cơ hội trả thù nên đã để anh ta giết John G thật 1 năm trước, thậm chí Teddy còn còn chụp lại vẻ mặt sung sướng của Leo sau khi trả thù.
Ted thừa nhận rằng anh ta làm tất cả việc này chỉ để Leo tìm được mục đích sống của mình bởi Leo vốn không chịu chấp nhận sự thật, anh ta muốn tạo ra sự thật.
Ted đưa ra đủ các dẫn chứng cho hành động trốn tránh thực tại phũ phàng của Leo, trong đó có cả việc Leo đã xé đi một trang trong tập hồ sơ cảnh sát của Ted nhằm tạo nên một bài toán không có lời giải. Sự thật là có rất nhiều người có tên “John G” bởi đây là một cái tên viết tắt, sự thật là tên thật của Teddy là John Edward Gammell, Teddy chỉ là mật danh của anh ta mà thôi.
Và cuối cùng cũng đến phần cao trào của phim, nguyên nhân cho tất cả sự việc diễn ra trong phần phim màu, cũng chính là lý giải cho cái chết của Teddy ngay đầu phim. Sau khi nhận được một loạt những lý lẽ, dẫn chứng cực kỳ thuyết phục của Teddy, Leo dường như không thể chấp nhận nổi sự thật về quá khứ của anh ta.
Leo giật chìa khóa của Ted, ném vào một bụi cây, để mặc Ted ở đó. Leo chui vào ô tô, viết cái dòng chữ định mệnh “Don’t believe his lies” lên mặt sau tấm ảnh của Ted, sau đó đốt tấm ảnh cái xác của kẻ vừa bị anh ta giết và tấm ảnh anh ta vui mừng sau khi giết John G một năm trước.
Đến lúc này Leonard đã chính thức thừa nhận tất cả, rằng anh ta chỉ là một kẻ muốn chối bỏ quá khứ và tìm kiếm một mục đích sống. Leo nhận ra Teddy cũng có tên viết tắt là John G nên đã ghi lại tất cả thông tin của Ted nhằm chuyển hướng sang giết anh ta.

## Phản hồi
Phim đạt doanh thu cao ngoài dự kiến, gấp nhiều lần kinh phí và nhận nhiều sự phản hồi tích cực từ phía khán giả lẫn giới phê bình. Bộ phim được nhiều tổ chức đánh giá là phim hay nhất thời đại.
| Năm  | Trao giải                      | danh hiệu                              | Hạng | chú thích |
| ---- | ------------------------------ | -------------------------------------- | ---- | --------- |
| 2012 | Total Film                     | 50 hay nhất                            | 2    | [ 4 ]     |
| 2009 | The A.V. Club                  | Phim hay nhất những năm 2000           | 5    | [ 5 ]     |
| 2008 | Empire                         | 500 phim hay nhất mọi thời đại         | 173  | [ 6 ]     |
| 2005 | Internet Movie Database (IMDb) | 15 phim hay nhất 15 năm qua lần thứ 15 | 7    | [ 7 ]     |
| 2005 | Empire                         | 50 phim độc lập hay nhất               | 13   | [ 8 ]     |
| 2003 | 1001 phải xem trước khi chết   | 1001 phải xem trước khi chết           | N/A  | [ 9 ]     |
| 2001 | National Board of Review (NBR) | Top 10 phim của năm                    | N/A  | [ 10 ]    |
| 2001 | American Film Institute (AFI)  | Top 10 phim của năm                    | N/A  | [ 11 ]    |